# Hagenulus pacoi
Hagenulus pacoi is een haft uit de familie Leptophlebiidae. De wetenschappelijke naam van de soort is voor het eerst geldig gepubliceerd in 1994 door Kluge.
De soort komt voor in het Neotropisch gebied.